# Dactylobiotus vulcanus
Espèce
Dactylobiotus vulcanus est une espèce de tardigrades de la famille des Murrayidae.

## Distribution
Cette espèce se rencontre dans les lacs de cratère volcanique Manaro Kesa sur Ambae au Vanuatu et Tagimaucia sur Taveuni aux Fidji.

## Publication originale
- Kaczmarek, Schabetsberger, Litwin & Michalczyk, 2012 : A new freshwater eutardigrade from Fiji and Vanuatu (Oceania), with remarks on the genus Dactylobiotus. New Zealand Journal of Zoology, no 39, no 4, p. 311-318.